# Bourseville
Bourseville est une commune française située dans le département de la Somme en région Hauts-de-France.
Depuis le 13 février 2020, la commune fait partie du parc naturel régional Baie de Somme - Picardie maritime

## Géographie

### Localisation
Bourseville est un village picard du Vimeu.
Limitrophe de Friville-Escarbotin, la localité est située, à vol d'oiseau, à 10 km au nord-est d'Eu-Le Tréport, 22 km à l'ouest d'Abbeville, 38 km au nord-est de Dieppe et à 60 km au nord-ouest d'Amiens.
Le territoire de la commune est limitrophe de ceux de six communes.
Les communes limitrophes sont Woignarue, Allenay, Brutelles, Friville-Escarbotin, Tully et Vaudricourt.

### Hydrographie
La commune est située dans le bassin Artois-Picardie. Elle n'est drainée par aucun cours d'eau.

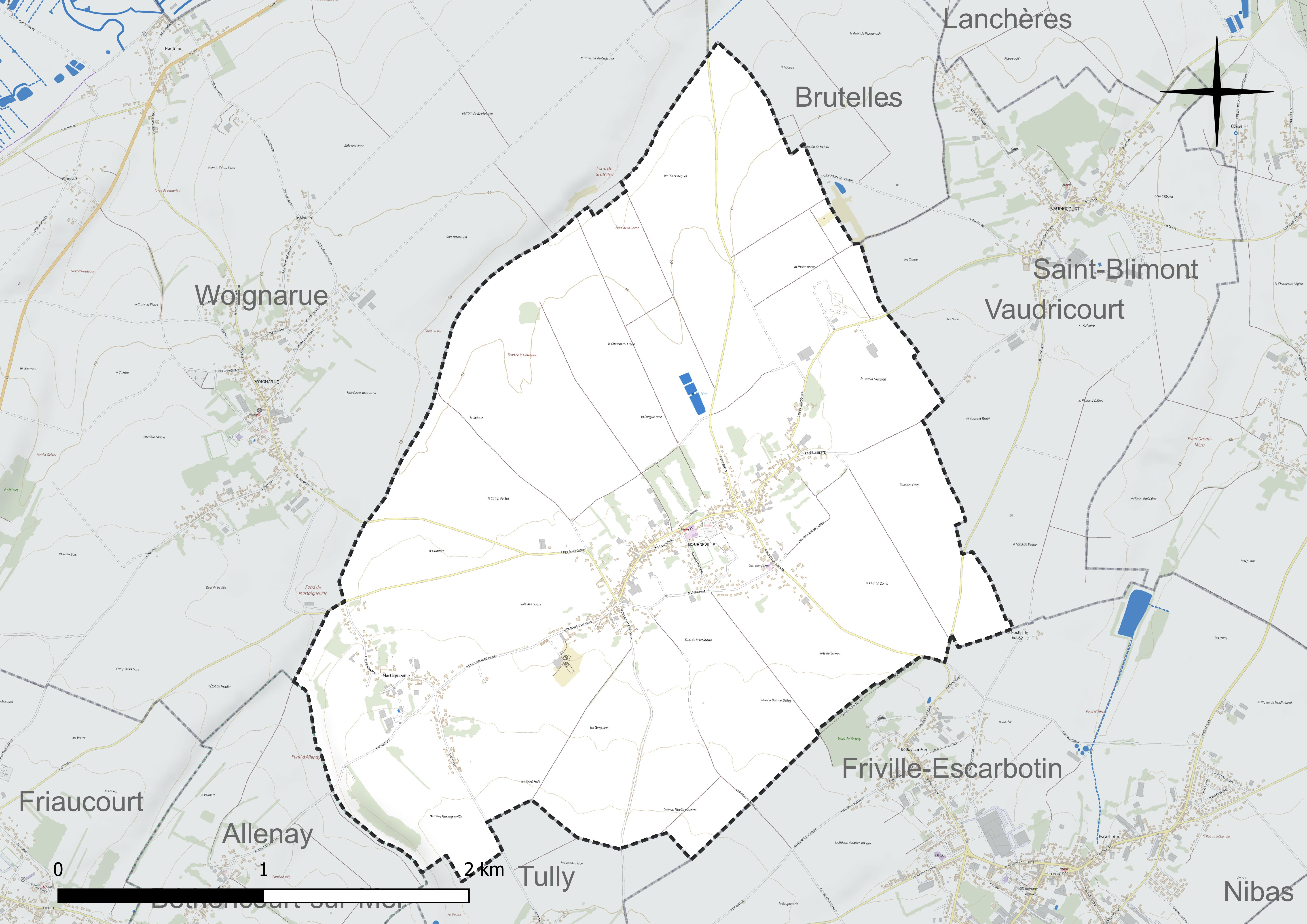
Réseau hydrographique de Bourseville.

### Climat
Pour des articles plus généraux, voir Climat des Hauts-de-France et Climat de la Somme.
En 2010, le climat de la commune est de type climat océanique franc, selon une étude du CNRS s'appuyant sur une série de données couvrant la période 1971-2000. En 2020, Météo-France publie une typologie des climats de la France métropolitaine dans laquelle la commune est exposée à un climat océanique et est dans la région climatique Côtes de la Manche orientale, caractérisée par un faible ensoleillement (1 550 h/an) ; forte humidité de l'air (plus de 20 h/jour avec humidité relative > 80 % en hiver), vents forts fréquents.
Pour la période 1971-2000, la température annuelle moyenne est de 10,5 °C, avec une amplitude thermique annuelle de 13,1 °C. Le cumul annuel moyen de précipitations est de 801 mm, avec 12,7 jours de précipitations en janvier et 8,8 jours en juillet. Pour la période 1991-2020, la température moyenne annuelle observée sur la station météorologique la plus proche, située sur la commune de Cayeux-sur-Mer à 9 km à vol d'oiseau, est de 11,4 °C et le cumul annuel moyen de précipitations est de 761,1 mm,. Pour l'avenir, les paramètres climatiques de la commune estimés pour 2050 selon différents scénarios d'émission de gaz à effet de serre sont consultables sur un site dédié publié par Météo-France en novembre 2022.

## Urbanisme

### Typologie
Au 1er janvier 2024, Bourseville est catégorisée commune rurale à habitat dispersé, selon la nouvelle grille communale de densité à sept niveaux définie par l'Insee en 2022.
Elle est située hors unité urbaine. Par ailleurs la commune fait partie de l'aire d'attraction de Friville-Escarbotin, dont elle est une commune de la couronne,. Cette aire, qui regroupe 33 communes, est catégorisée dans les aires de moins de 50 000 habitants,.

### Occupation des sols
L'occupation des sols de la commune, telle qu'elle ressort de la base de données européenne d'occupation biophysique des sols Corine Land Cover (CLC), est marquée par l'importance des territoires agricoles (94,9 % en 2018), une proportion sensiblement équivalente à celle de 1990 (95,1 %). La répartition détaillée en 2018 est la suivante : 
terres arables (78,5 %), prairies (16,5 %), zones urbanisées (5,1 %). L'évolution de l'occupation des sols de la commune et de ses infrastructures peut être observée sur les différentes représentations cartographiques du territoire : la carte de Cassini (XVIIIe siècle), la carte d'état-major (1820-1866) et les cartes ou photos aériennes de l'IGN pour la période actuelle (1950 à aujourd'hui).

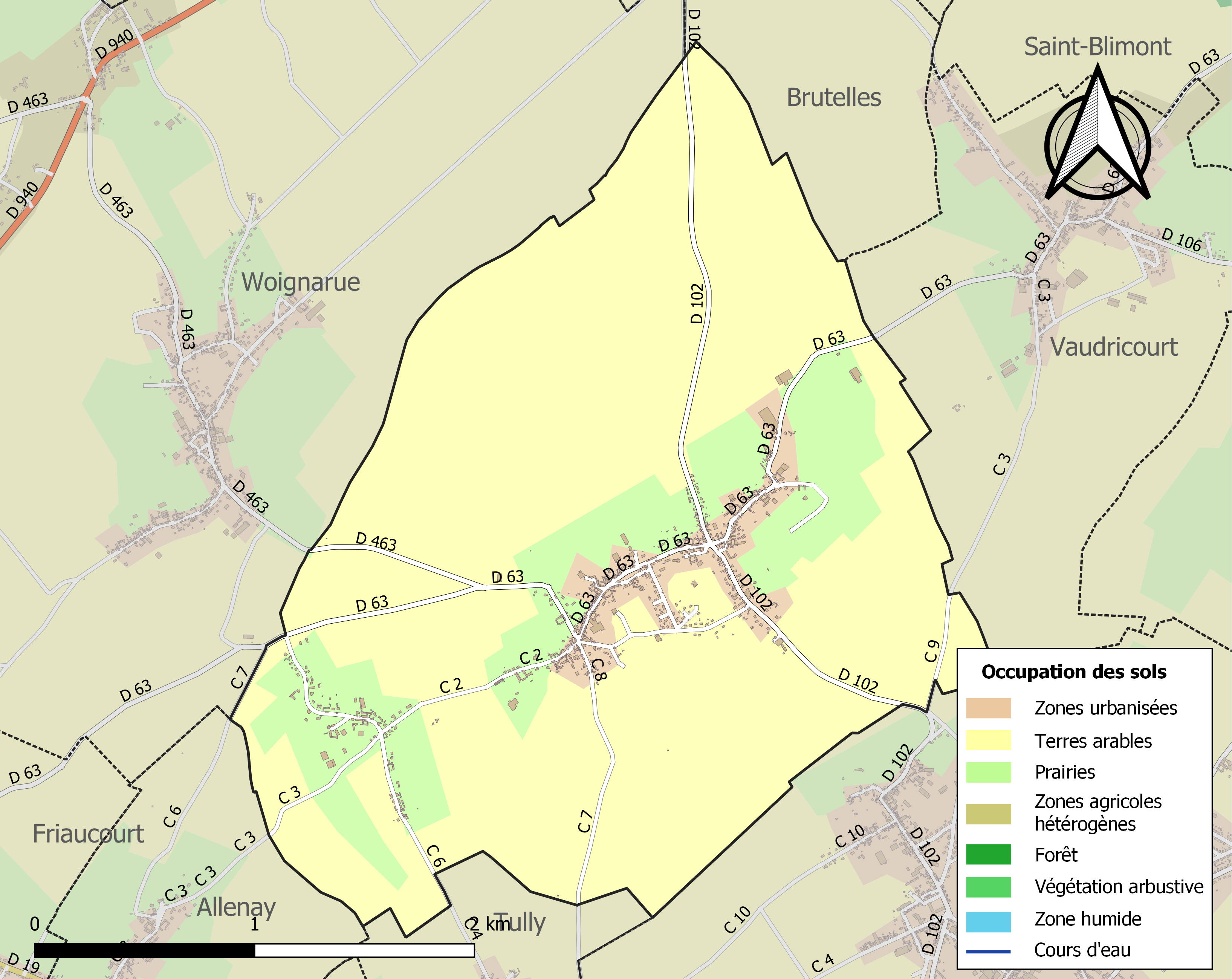
Carte des infrastructures et de l'occupation des sols de la commune en 2018 (CLC).

### Lieux-dits, hameaux et écarts
La commune compte un lieu-dit important du nom de Martaigneville

### Voies de communication et transports
Bourseville est aisément accessible par l'ex-RN 40 (actuelle RD 940, appelée autrefois la route de la côte de la Manche).
En 2019, la localité est desservie par la ligne d'autocars no 5 (Cayeux - Friville-Escarbotin - Abbeville) du réseau Trans'80, Hauts-de-France, chaque jour de la semaine sauf le dimanche et les jours fériés.

## Toponymie
Le nom du village s'écrivait autrefois Bousseville en 1301 ; Bourseville en 1692 ; Boursevile en 1710 ; Bourceville en 1778.

## Histoire
La seigneurie de Bourseville consistait en deux maisons ; l'une chef-lieu de la seigneurie, entourée de 10 journaux d'enclos ; la seconde, chef-lieu du fief de Vauchelles, consistant en 8 journaux d'enclos ; 262 journaux de terre labourable, 50 à 60 livres de champart, 150 livres de censives et un moulin. Le revenu de la seigneurie de Bourseville était de 3 751 livres au XVIIIe siècle.
Le tissage et la serrurerie étaient jadis deux activités économiques importantes en Vimeu. Une manufacture de vis à métaux (Opaix Frères & Cie) ainsi qu'une briqueterie ont existé au XXe siècle
Première Guerre mondiale : Des soldats canadiens ont stationné dans la commune pendant un certain temps. Une plaque qui se trouve dans la mairie nous rappelle les noms des Boursevillois morts pour la France.
Seconde Guerre mondiale : Bourseville a été occupé par les Allemands, qui  avaient installé une base radar destinée à intercepter les avions venant d'Angleterre entre Bourseville, Vaudricourt et Brutelles. La commune a été libérée le 1er septembre 1944 par les Canadiens.

## Politique et administration

### Liste des maires
| Période   | Période                       | Identité               | Étiquette | Qualité                                      |
| --------- | ----------------------------- | ---------------------- | --------- | -------------------------------------------- |
| 1798      |                               | Pierre-Charles Flament |           |                                              |
| 1804      |                               | Bisson de La Rocque    |           |                                              |
| 1830      |                               | Lartisien              |           |                                              |
| 1835      |                               | Paul-Cyprien Dentin    |           |                                              |
| 1842      |                               | Armand Boutte          |           |                                              |
| 1871      |                               | Charles-Ernest Dufrien |           |                                              |
| 1877      |                               | Amboise Ducoroy        |           |                                              |
| 1896      |                               | François Farcure       |           |                                              |
| 1911      |                               | Pierre-Eugène Flet     |           |                                              |
| 1929      |                               | Armand Delahotte       |           |                                              |
| 1939      |                               | Léon Simon             |           |                                              |
| 1945      |                               | Louis Grandsire        |           |                                              |
| 1956      |                               | Jean Valentin          |           |                                              |
| 1969      |                               | René Dentin            |           |                                              |
| 1983      |                               | Marc Amaury            |           |                                              |
| mars 1989 | juin 1995                     | Jeanne Legrand         |           | Seule femme élue maire de la commune.        |
| juin 1995 | mars 2014                     | René Dentin            | RPR       |                                              |
| mars 2014 | mai 2020                      | Jean-Michel Flachet    | DVD       |                                              |
| mai 2020, | En cours (au 17 janvier 2021) | Yannick Caux           | DVG       | Agent SNCF Président de la société de chasse |

### Tendances politiques et résultats
| Scrutin              | 1er tour | 1er tour | 1er tour | 1er tour | 1er tour | 1er tour | 1er tour | 1er tour | 1er tour | 1er tour | 1er tour | 1er tour |     | 2e tour | 2e tour | 2e tour | 2e tour | 2e tour | 2e tour | 2e tour | 2e tour | 2e tour |
| Scrutin              | 1er      | 1er      | %        | 2e       | 2e       | %        | 3e       | 3e       | %        | 4e       | 4e       | %        | 1er | 1er     | %       | 2e      | 2e      | %       | 3e      | 3e      | %       |         |
| -------------------- | -------- | -------- | -------- | -------- | -------- | -------- | -------- | -------- | -------- | -------- | -------- | -------- | --- | ------- | ------- | ------- | ------- | ------- | ------- | ------- | ------- | ------- |
| Départementales 2021 |          | UCD      | 32,95    |          | RN       | 24,90    |          | DVG      | 21,46    |          | UGE      | 20,69    |     |         | UCD     | 62,05   |         | UGE     | 37,95   |         |         |         |
| Régionales 2021      |          | UCD      | 46,12    |          | RN       | 22,48    |          | UGE      | 11,24    |          | LREM     | 10,85    |     | UCD     | 60,49   |         | RN      | 20,58   |         | UGE     | 18,93   |         |
| Présidentielle 2022  |          | RN       | 36,30    |          | LREM     | 24,59    |          | LFI      | 13,11    |          | LR       | 8,20     |     | RN      | 57,66   |         | LREM    | 42,34   |         |         |         |         |
| Législatives 2022    |          | LR       | 33,44    |          | RN       | 31,60    |          | LREM     | 15,95    |          | PCF      | 12,58    |     | LR      | 56,90   |         | RN      | 43,10   |         |         |         |         |
| Européennes 2024     |          | RN       | 39,56    |          | RE       | 12,46    |          | LR       | 11,84    |          | DVD      | 9,35     |     |         |         |         |         |         |         |         |         |         |
| Législatives 2024    |          | RN       | 46,65    |          | LR       | 32,26    |          | PCF      | 16,38    |          | HOR      | 3,72     |     | LR      | 51,88   |         | RN      | 48,12   |         |         |         |         |

### Politique de développement durable
En 2021, un parc éolien est envisagé entre Bourseville et Brutelles par la société  VSB Énergies Nouvelles, suscitant des controverses locales. La municipalité souhaite voir trancher le débat par un référendum local,.

### Distinctions et labels
En novembre 2019, le village obtient le prix d'honneur pour sa première participation au concours des villes et villages fleuris,,.

## Population et société

### Démographie
L'évolution du nombre d'habitants est connue à travers les recensements de la population effectués dans la commune depuis 1793. Pour les communes de moins de 10 000 habitants, une enquête de recensement portant sur toute la population est réalisée tous les cinq ans, les populations de référence des années intermédiaires étant quant à elles estimées par interpolation ou extrapolation. Pour la commune, le premier recensement exhaustif entrant dans le cadre du nouveau dispositif a été réalisé en 2004.

En 2022, la commune comptait 715 habitants, en évolution de +2,73 % par rapport à 2016 (Somme : −1,26 %, France hors Mayotte : +2,11 %).
| 1793 | 1800 | 1806 | 1821 | 1831 | 1836 | 1841 | 1846 | 1851 |
| ---- | ---- | ---- | ---- | ---- | ---- | ---- | ---- | ---- |
| 633  | 670  | 686  | 702  | 749  | 713  | 704  | 702  | 712  |

| 1856 | 1861 | 1866 | 1872 | 1876 | 1881 | 1886 | 1891 | 1896 |
| ---- | ---- | ---- | ---- | ---- | ---- | ---- | ---- | ---- |
| 712  | 713  | 749  | 728  | 715  | 745  | 738  | 751  | 732  |

| 1901 | 1906 | 1911 | 1921 | 1926 | 1931 | 1936 | 1946 | 1954 |
| ---- | ---- | ---- | ---- | ---- | ---- | ---- | ---- | ---- |
| 740  | 747  | 729  | 596  | 638  | 604  | 551  | 532  | 593  |

| 1962 | 1968 | 1975 | 1982 | 1990 | 1999 | 2004 | 2006 | 2009 |
| ---- | ---- | ---- | ---- | ---- | ---- | ---- | ---- | ---- |
| 644  | 705  | 783  | 808  | 780  | 774  | 731  | 711  | 734  |

| 2014 | 2019 | 2022 | - | - | - | - | - | - |
| ---- | ---- | ---- | - | - | - | - | - | - |
| 693  | 704  | 715  | - | - | - | - | - | - |

### Enseignement

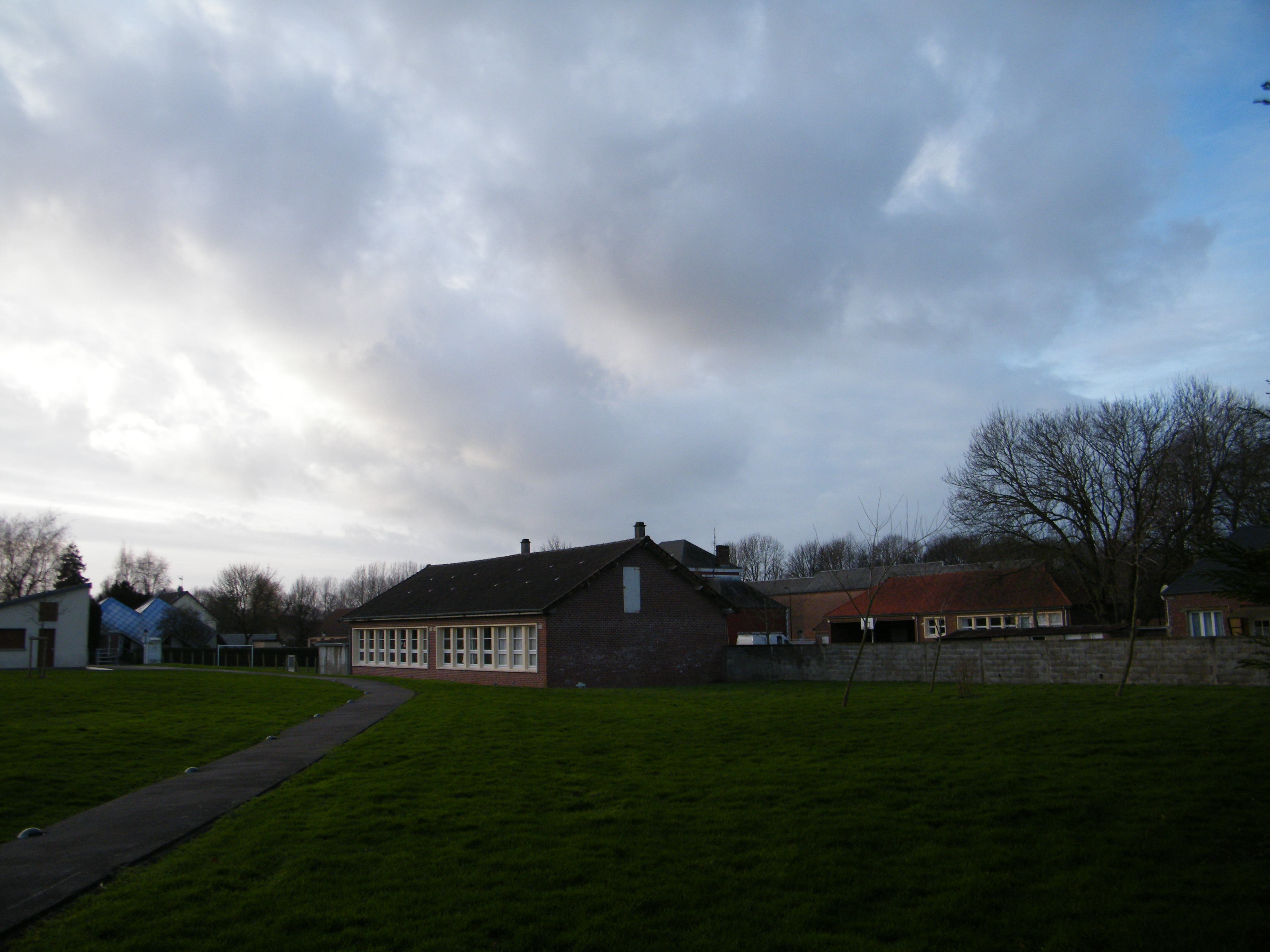
L'école à deux classes.

La commune dispose en 2021 d'une école communale dotée d'une cantine, mais un certain nombre de familles scolarisent leurs enfants à Woignarue et Friville-Escarbotin. Son intégration au sein d'un regroupement pédagogique intercommunal était envisagée lors des élections municipales de 2020.
À la rentrée scolaire 2023, les communes de Bourseville et Woignarue associent leurs écoles en regroupement pédagogique intercommunal. L'école « Arc-en-ciel » de Woignarue compte 35 élèves en petite et moyenne section et en CM1-CM2. À Bourseville, 50 élèves sont répartis en grande section-CP et en CE1-CE2. Chaque commune accueille donc deux classes.

### Sécurité
La commune dispose d'un centre de première intervention du SDIS de la Somme.

## Culture locale et patrimoine

### Lieux et monuments
- Croix de tuf aux décors « originaux », restaurée par Jean-Mary Thomas vers 1980[44],[45]. C'est la seule inscrite à l'inventaire des Monuments Historiques parmi la cinquantaine de croix de tuf du Vimeu[46],[47].

- L'église Notre-dame des Anges constituée d'un clocher carré en pierres, couvert en ardoise et surmonté d'une croix entre deux girouettes, suivi d'une nef en pierres et en ardoise ; fenêtres de forme ogivale. Le retable, restauré en 2020, date du XVIIe siècle[43]
Macqueron a dessiné cette église en 1853. 
L'église de Bourseville a été édifiée, ainsi que le presbytère, sur l'emplacement de l'ancienne maison seigneuriale ; le terrain a été donné par la comtesse de Turenne, marquise d'Estrade, et GabrieIle-Pauline Darchy du Caila, épouse de Messire Marie-Joseph-Réné de Turenne, vicomte de Turenne, chevalier, marquis d'Aynac, Montmirail et autres lieux. Les demoiselles et dames de Bourseville étaient patronnes de la chapelle Saint-Nicolas et de l'église. Elles avaient le privilège, à la fête du 2 février, de prendre, dans tous les cierges qui avaient été portés à l'offrande, ceux qui pouvaient tenir entre le pouce et l'index de leur main[réf. nécessaire].

- La commune dispose d'une aire de camping-cars, au bout de la rue « Lotissement le Village »[20].

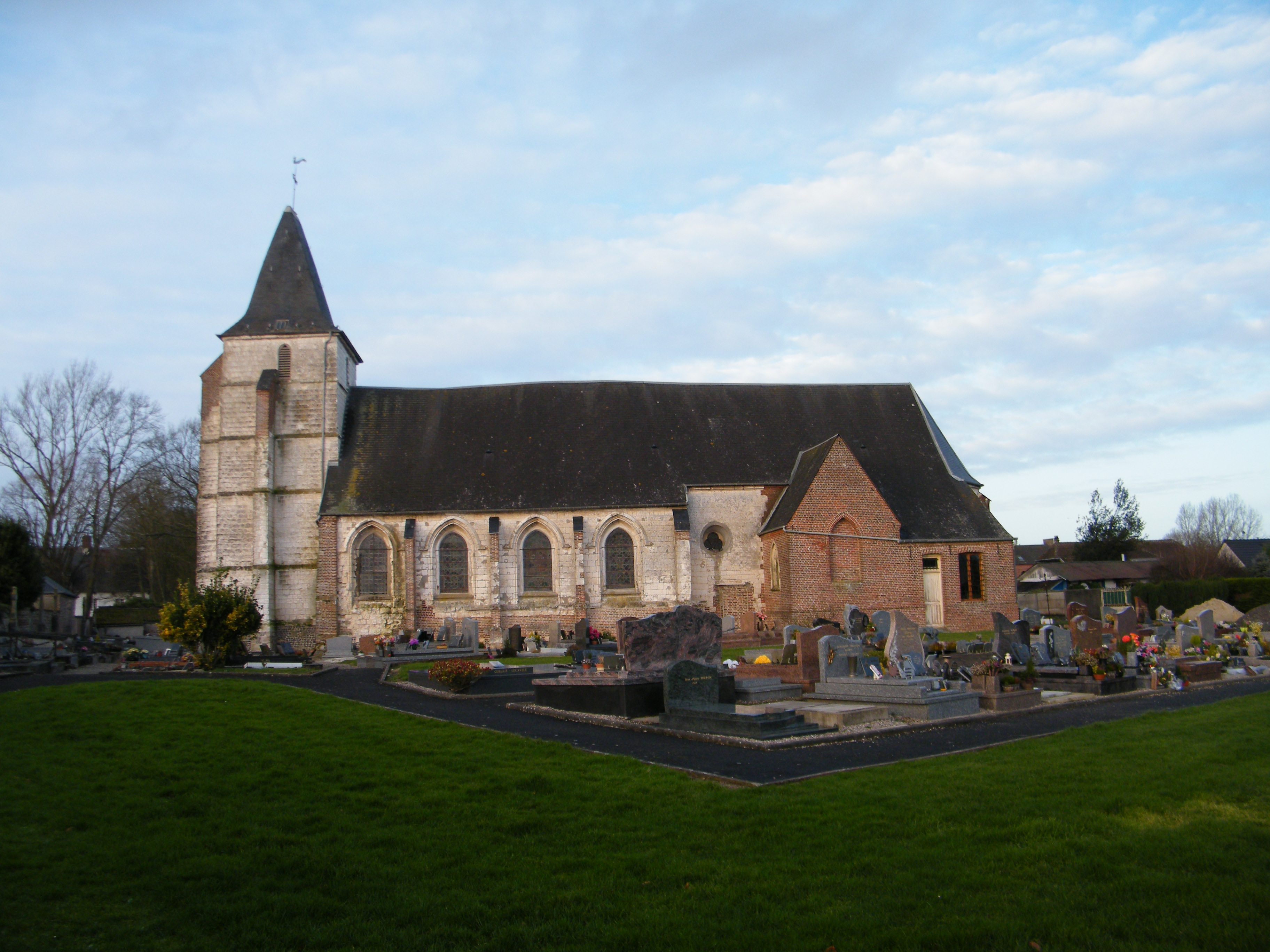
Église de l'Assomption.
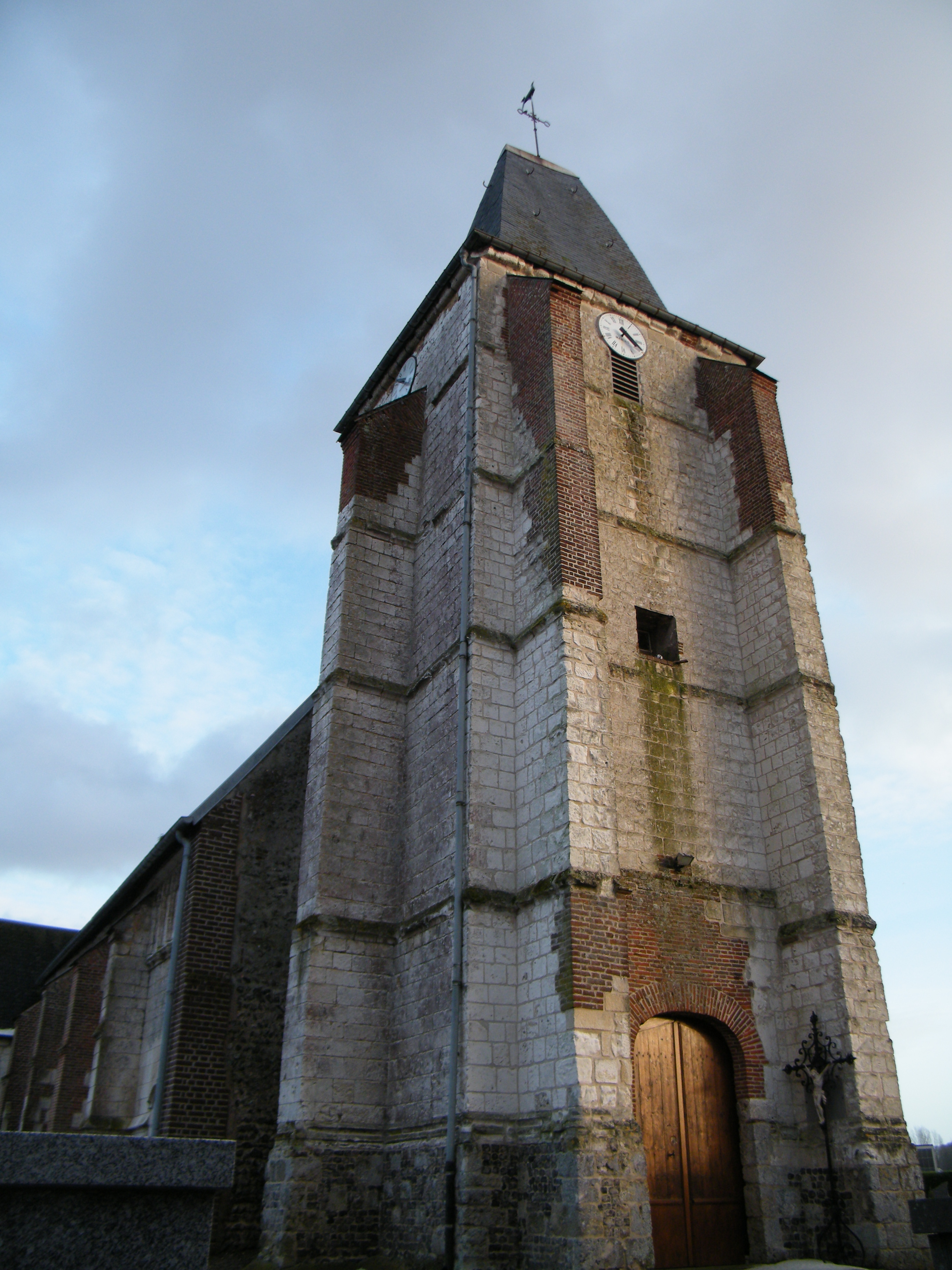
Vue du clocher.
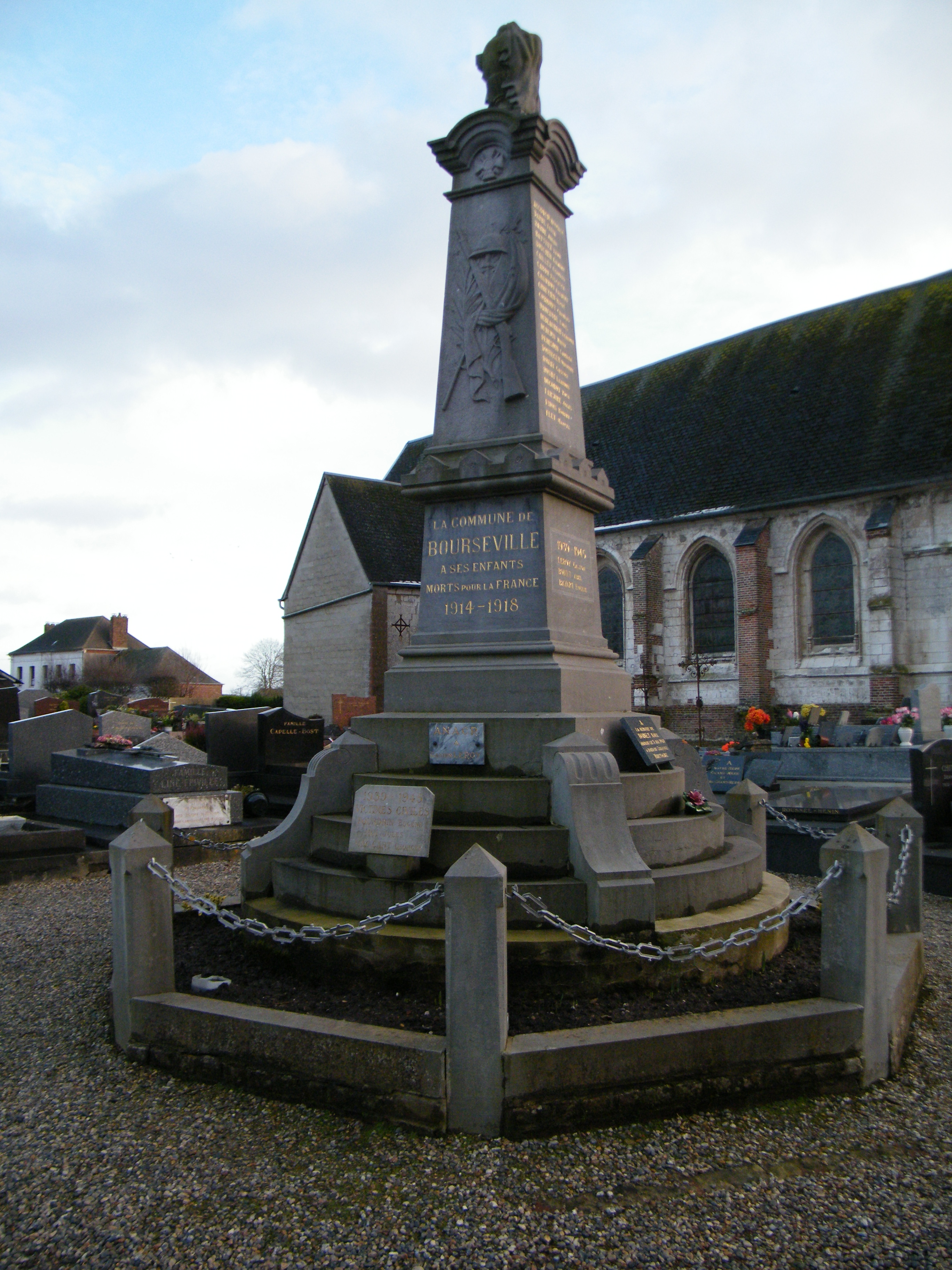
Monument.

### Personnalités liées à la commune
- Guillemette de Bourseville, selon la légende locale, cette jeune paysanne du Bout d'Amont aurait accompagné Jeanne d'Arc lors de son périple, prisonnière des Anglais, de Saint-Valery à Rouen[48].

- François de Louvencourt (1569-1668), poète, est seigneur de Vauchelles et de Bourseville,
- Une branche de la maison de Villepoix vécut à Bourseville peu avant la Révolution[49].
- Fernand Bisson de La Roque, né le 30 juin 1885 à Bourseville, mort en 1958, égyptologue et archéologue français.
- Paul-Joseph Delattre, (Bourseville, 18 janvier 1795 - Saint-Riquier, 11 juillet 1862). Manufacturier à Ramburelles. Conseiller d'arrondissement d'Abbeville, canton de Gamaches (19 décembre 1842-1848). Conseiller général de Gamaches (1848-1852). Député de la Somme siégeant à droite (1848-1849).
- Morts pour la patrie pendant la Seconde Guerre mondiale[50] :
  - Abel Boinet, décédé en juillet 1940, marin sur un navire de guerre coulé par la flotte anglaise lors de l'attaque de Mers el-Kébir.
  - Gaston Leroy, Instituteur secrétaire de mairie à Bourseville en 1937 , résistant dénoncé à la gestapo, arrêté, torturé et décédé dans le train de la mort 7909 à destination de Dachau le 2 juillet 1944.

- En 1537, Lionel du Hamel, écuyer, est seigneur de Bourseville.
- Antoine du Hamel lui succède et ne laisse aucun enfant légitime. La seigneurie revient alors à son frère Jacques.
- En 1559, Jacques du Hamel, seigneur de Bourseville, est l'un des cent gentilshommes de la maison du Roi.
- En 1578, Jean du Hamel, seigneur de Bourseville, est écuyer d'écurie du cardinal de Guise.
- De 1595 à 1638, François de Louvencourt, trésorier de France d'Amiens, est seigneur de Bourseville et allié à Marie de Maupin.
- De 1680 à 1711, la seigneurie de Bourseville appartient à Louis, marquis d'Estrades, mestre de cavalerie, gouverneur de Graveline et de Dunkerque. La paroisse compte alors 650 habitants.
- De 1711 à 1717, la seigneurie de Bourseville appartient à Louis-Godefroid, comte d'Estrades, lieutenant-général des armées du roi.
- De 1717 à 1778, elle est à Louis-Godefroid, marquis d'Estrades, mestre de camp de cavalerie.
- En 1778 et 1779, Louis Pauchet est seigneur de Bourseville par acquisition à la famille d'Estrades[51].
- Claude Ledoux, dit Ledoux de Bourseville, fut le dernier seigneur du lieu. Fermier de Châteauneuf-en-Marquenterre, il acquiert la seigneurie de Bourseville en 1779 et agrandit le château. Le 5 avril 1780, Claude Ledoux nomma Pierre-Charles Fruitier, notaire d'Ault, bailli de la seigneurie. Trésorier de France, Claude Ledoux siégea parmi le tiers état à la Révolution tandis qu'il revendiquait un siège parmi la noblesse. Mort en 1793, Claude Ledoux repose au cimetière de Bourseville, à l'extérieur du croisillon nord de l'église. Sa fille, Marie Anne Françoise Ledoux, épousa Claude François Gabriel Joseph Bisson de La Roque, écuyer et maire de Bourseville en 1804.
- Curé de Bourseville depuis 1742, Casimir-Hippolyte Pieffort émigra en 1793.

### Héraldique
| Blason de Bourseville | Blason  | Parti : au 1er d'azur à la branche de chêne d'argent feuillée de deux pièces et englantée d'une, au 2d de gueules à la clé contournée et renversée et à la navette, toutes deux d'or et passées en sautoir. Devise / CriFort conme [sic] Borséville |
| Blason de Bourseville | Détails | Le premier est repris des armes de Claude Ledoux, dernier seigneur du lieu. La clef et la navette rappellent deux activités très répandues dans le Vimeu et notamment à Bourseville du XVIIe au XIXe siècle : la fabrique de serrures et le tissage à domicile. Le blason se trouve, entre autres, sur un monument aux morts communal. Création de Jacques Dulphy adoptée en 1976. |